# Cesare Zocchi Collani
Cesare Zocchi in arte Cesare Zocchi Collani (Firenze, 5 maggio 1883 – 30 agosto 1923) è stato un cantante e attore italiano del cinema muto.

## Biografia
Figlio dello scultore Cesare e di Antonietta Collani, lavorò quasi esclusivamente come interprete in una ventina di film girati tra il 1912 e il 1918, gran parte dei quali dell'Ambrosio Film di Torino.
Suo unico film da regista fu Le peripezie dell'emulo di Fortunello e compagni del 1918, prodotto dalla Cleo Film, casa di produzione dell'attrice Mary Cleo Tarlarini, in cui diresse, nel ruolo caricaturale di Madama Girasole, l'eclettica Paola Pezzaglia, che grazie al trucco, stupefacente per i tempi, fu resa irriconoscibile, tanto che la stessa produttrice sul set non la riconobbe.

## Filmografia parziale
- I mille, regia di Alberto Degli Abbati (1912)
- Santarellina, regia di Mario Caserini (1912)
- Se fossi Re!, regia di Eduardo Bencivenga (1912)
- Il dottor Antonio, regia di Eleuterio Rodolfi (1914)
- Il giornale, regia di Arturo Ambrosio (1914)
- L'ultimo dei Caldiero, regia di Riccardo Tolentino (1914)
- La Gorgona, regia di Mario Caserini (1915)
- Al Gufo Nero, regia di Carlo Campogalliani (1915)
- Monna Vanna, regia di Mario Caserini (1915)
- Il lampionaro del Ponte Vecchio, regia di Mario Voller-Buzzi (1918)
- Le peripezie dell'emulo di Fortunello e compagni (1918)